# Symphony Masses: Ho Drakon Ho Megas
Symphony Masses: Ho Drakon Ho Megas es el tercer álbum de estudio realizado por la banda sueca Therion, el álbum fue remasterizado por la actual discográfica Nuclear Blast como parte del box-set The Early Chapters of Revelation.

## Canciones
Todas las canciones están compuestas por Christofer Johnsson.
1. "Baal Reginon" – 2:11
2. "Dark Princess Naamah" – 4:18
3. "A Black Rose (Covered with Tears, Blood and Ice)" – 4:01
4. "Symphoni Drakonis Inferni" – 2:33
5. "Dawn of Perishness" – 5:51
6. "The Eye of Eclipse" – 5:01
7. "The Ritualdance of the Yezidis" – 2:08
8. "Powerdance" – 3:06
9. "Procreation of Eternity" – 4:05
10. "Ho Drakon Ho Megas" – 4:19
  - Act 1: "The Dragon Throne" – 1:26
  - Act 2: "Fire and Ecstasy" – 2:53

## Personal
| Therion - Christofer Johnsson – vocales, guitarra, teclados - Magnus Barthelsson – guitarra - Andreas Wallan Wahl – bajo - Piotr Wawrzeniuk – batería | Producción - Rex Gisslén – productor Portada - Kristian Wåhlin – portada - Mikael P. Eriksson – fotografías |

- Datos: Q1930681